# Tiché hlasy
Tiché hlasy (v originále Qu'un seul tienne et les autres) je francouzský hraný film z roku 2009, který režírovala Léa Fehner podle vlastního scénáře. Snímek měl světovou premiéru na filmovém festivalu Rencontres Cinéma de Gindou dne 25. srpna 2009.

## Děj
Film sleduje osudy tří různých postav. Zorah, která přišla o syna, se rozhodne odjet do Marseille, aby zjistila, co se stalo. Podaří se jí navázat kontakt se Céline, sestrou Françoise, vraha jejího syna. François je ve vězení a čeká na soud. Elsa a Stéphane tvoří pár, který stále žije u jeho rodičů. Elsa se občas prostituuje a Stéphane se živí jen drobnými pracemi. Po nehodě Elsa skončí na pohotovosti, kam si pro ni Stéphane přijde. Zde potká Pierra, místního gangstera, který je ohromen jeho podobností s vězněným přítelem. Nabídne mu, aby se za něj ve vězení vyměnil. Stéphane váhá a nakonec návrh přijme výměnou za velkou sumu peněz. Šestnáctiletá Laure se zamiluje do Alexandra, mladého delikventa, který se často zaplete do různých rvaček. Po jedné z nich je uvězněn za napadení a ublížení policisty. Aby ho mohla ve vězení navštívit, Laure se vydává za doprovod Antoina, mladého lékařského stážisty, který se stane jejím přítelem.

## Obsazení
| Farida Rahouadj   | Zorha     |
| Reda Kateb        | Stéphane  |
| Pauline Étienne   | Laure     |
| Marc Barbé        | Pierre    |
| Vincent Rottiers  | Alexandre |
| Dinara Droukarova | Elsa      |
| Julien Lucas      | Antoine   |
| Delphine Chuillot | Céline    |
| Michaël Erpelding | François  |

## Ocenění
- Velká cena pro nejlepšího scénáristu: Cena Junior
- Americký filmový festival v Deauville: Cena Michela d'Ornana
- Cena Louise Delluca
- Lumières: nejslibnější herečka (Pauline Étienne)